# Arthur Wallis Myers
Arthur Wallis Myers (Kettering, 24 luglio 1878 – Epsom, 17 giugno 1939) è stato un giornalista e tennista britannico.
È stato uno dei principali giornalisti sportivi dell'epoca, in particolare si è dedicato al tennis.

## Carriera

### Giornalista
È stato corrispondente per il The Daily Telegraph dal 1908 fino al suo decesso, a partire dal 1914 pubblicò la classifica dei migliori dieci tennisti in circolazione in quella che è considerata affidabile per un periodo in cui non era presente il ranking elettronico.
Ha lavorato come editore per la rivista The Field e ha scritto diversi libri sul tennis tra cui spicca la biografia del neozelandese Anthony Wilding.
Nel 1924 ha fondato l'International Lawn Tennis Club of Great Britain con Arthur James Balfour come primo presidente.

### Tennista
Ha giocato principalmente da amatore nel doppio, in questa disciplina ha raggiunto i quarti di finale a Wimbledon 1908 e ha raggiunto la semifinale degli World Hard Court Championships nel 1914, torneo considerato il predecessore del Roland Garros. La carriera si interruppe per lo scoppio della prima guerra mondiale ma, dopo il conflitto, tornò in campo partecipando per la prima volta a dei tornei fuori dal continente europeo con l'esordio agli U.S. National Championships 1921.
La carriera da sportivo si interruppe nel 1926, partecipò infatti agli Internazionali di Francia ma venne sconfitto in quattro set da Jean Borotra.

## Opere
- Lawn tennis at home and abroad, 1903
- The complete lawn tennis player, 1908
- Leaders of lawn tennis, 1912
- C.B. Fry : the man and his methods, 1912
- The story of the Davis Cup, 1913
- Captain Anthony Wilding, 1916
- Twenty years of lawn tennis : some personal memories, 1921
- Fifty years of Wimbledon : the story of the lawn tennis championships, 1926
- Lawn tennis, its principles & practice: a player's guide to modern methods, 1930
- Memory's parade, 1932